# David Beasley
David Muldrow Beasley (né le 26 février 1957) est un homme politique américain et directeur exécutif du Programme alimentaire mondial des Nations unies de 2017 à 2023. Beasley, membre du Parti républicain, a servi un mandat en tant que 113e gouverneur de la Caroline du Sud de 1995 à 1999 ; il est battu par le démocrate Jim Hodges aux élections de 1998. 
Sous sa direction, le Programme alimentaire mondial (PAM) reçoit le prix Nobel de la paix pour les efforts fournis afin de combattre la faim dans le monde,. 

## Biographie

### Carrière politique
Beasley est membre de la Chambre des représentants de la Caroline du Sud de 1979 à 1995, en tant que whip de la majorité de 1985 à 1986 puis leader de la majorité de 1987 à 1989. Il est le plus jeune président pro tempore et leader de la majorité dans le pays. C'est au cours de la session législative 1991-1992 que Beasley passe au Parti républicain. Lors de l'élection du gouverneur de 1994, Beasley et son adversaire démocrate, le lieutenant-gouverneur Nick Theodore, font face à une forte opposition lors des primaires au sein de leurs partis respectifs. Beasley bat son concurrent le plus coriace, l'ancien membre du Congrès et sénateur de l'État Arthur Ravenel Jr., à la fois au premier et au second tour, et a remporte les élections générales (État) par une faible marge de 50% contre 48%.

#### Gouverneur
La Caroline du Sud avait une économie forte lorsque Beasley est gouverneur, avec un taux de chômage à un niveau record de 3,5% en 1998. Beasley a souvent mis en avant ses croyances chrétiennes et son conservatisme dans un État connu pour ses liens étroits avec le christianisme et la politique conservatrice. 
Beasley est fermement opposé aux jeux d'argent, légal en Caroline du Sud jusqu'en 2002. À l'époque, de nombreuses stations-service, dépanneurs et «casinos» poker sont établis dans tout l'État. Beasley, soutenant une législation interdisant les jeux de hasard, l'industrie du vidéo poker a alors lancé des campagnes publicitaires par le biais de panneaux d'affichage et d'annonces radio «Ban Beasley». 
Jusqu'en 2000, le drapeau confédéré flottait au-dessus de la South Carolina State House (parlement de l'état), après avoir été hissée au-dessus du dôme du Capitole en 1961 en signe d'opposition à l'intégration raciale. Beasley a initialement soutenu la présence du drapeau, mais a annoncé à la télévision nationale en 1996 qu'il changeait d'avis et pensait désormais que le drapeau devrait être déplacé vers un monument ailleurs sur le terrain. La position de Beasley sur le drapeau confédéré lui a coûté de nombreux votes républicains aux élections suivantes. Le drapeau a été retiré du dôme du Capitole en 2000 après le départ de Beasley. Il a été exposé sur un poteau devant le Statehouse jusqu'à ce qu'il soit retiré du terrain en 2015 après la fusillade d'Emanuel Nine. Beasley a également été accusé d'avoir une liaison avec son ancienne attachée de presse, Ginny Wolfe. Beasley réfute ces affirmations, déclarant : « Je peux vous dire tout de suite [ma femme] Mary Wood et moi nous nous aimons beaucoup. Nous avons tous les deux été fidèles l'un à l'autre à 100 % ».
Lors de l'élection du gouverneur de la Caroline du Sud en 1998, Beasley est battu par le démocrate Jim Hodges : 53 % à 45 %.

### Carrière post-gouverneur

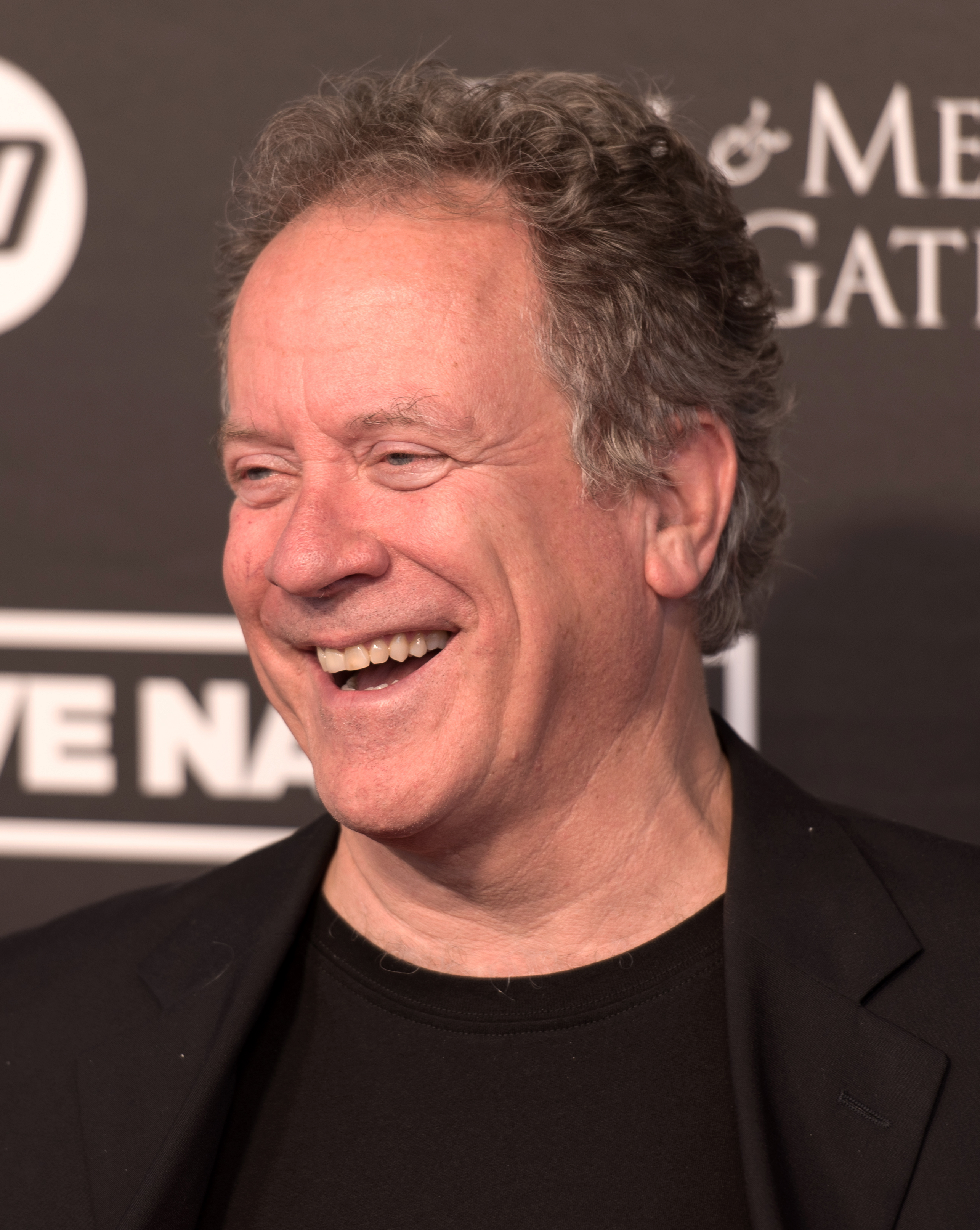
Beasley au Global Citizen Festival à Hambourg, en Allemagne.

Après son mandat de gouverneur, Beasley est invité comme attaché à la Kennedy School of Government de l'Université Harvard à Cambridge, dans le Massachusetts. En 2003, Beasley reçoit le John F. Kennedy Profile in Courage Award du sénateur américain Ted Kennedy (D- Massachusetts) pour sa demande controversée au parlement de Caroline du Sud de retirer le drapeau confédéré du dôme de l'État de Caroline du Sud. 
En 2004, Beasley s'est présenté sans succès au Sénat des États-Unis pour remplacer le démocrate à la retraite Fritz Hollings. Beasley perd la nomination républicaine face au membre du Congrès (équivalent de député) Jim DeMint de Greenville, en Caroline du Sud. En avril 2005, Beasley, avec l'ancien conseiller juridique en chef de son administration, Henry Deneen, crée le Center for Global Strategies, Ltd (CGS). CGS se concentre sur les initiatives de développement dans le monde tiers monde. Le gouverneur Beasley est président du conseil. 
En 2007, Beasley apporte son soutien au gouverneur Mike Huckabee (R- Arkansas) lors des primaires présidentielles républicaines de 2008. 
En 2010, Beasley apporte son soutien à Henry McMaster lors des primaires républicaines de Caroline du Sud[réf. nécessaire].

### Programme alimentaire mondial
En février 2017, l'ambassadeur des États-Unis auprès des Nations unies, Nikki Haley (également ancienne gouverneur de la Caroline du Sud) a nommé Beasley au poste de directeur exécutif du Programme alimentaire mondial (PAM). Le secrétaire général des Nations unies, António Guterres, et l'Organisation des Nations unies pour l'alimentation et l'agriculture, José Graziano da Silva, nomment Beasley à ce poste en mars 2017, affirmant que l'ancien gouverneur apporte « une vaste expérience avec les principaux dirigeants gouvernementaux et commerciaux et les parties prenantes du monde entier, des capacités de mobilisation très solide ». Guterres a également déclaré que Beasley figurait parmi 23 candidatures / nominations pour le poste.

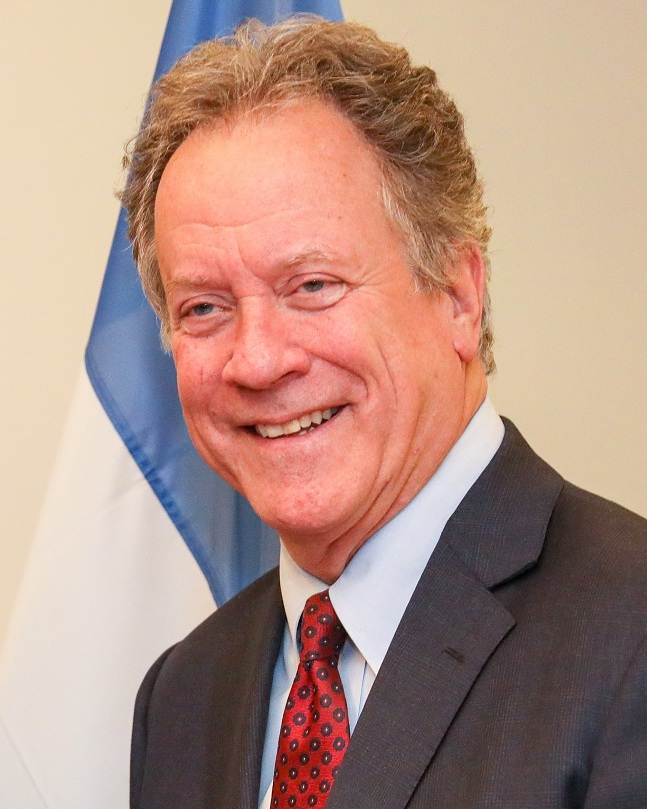
David Beasley en 2020.

En sa qualité de directeur exécutif du PAM, Beasley occupe le poste de secrétaire général adjoint des Nations unies et est membre du Groupe de la haute direction (SMG) de l'organisation sous la direction du secrétaire général António Guterres. Depuis 2019, il est membre du groupe de haut niveau sur l'investissement humanitaire du Forum économique mondial, coprésidé par Børge Brende, Kristalina Georgieva et Peter Maurer. 
En 2020, le PAM reçoit le Prix Nobel de la Paix, sous la direction de Beasley. 

## Autres activités
- ODD2 Advocacy Hub, coprésident du comité directeur (depuis 2017)[21]
- Scaling Up Nutrition (SUN), membre du groupe principal (depuis 2017)[22]
- Peace Research Endowment (PRE), membre du conseil d'administration (depuis 2011)[23]

## Reconnaissance
- 2003 - Profil de John F. Kennedy dans le prix Courage[23]

## Vie privée
Beasley est marié à Mary Wood Beasley. Beasley réside actuellement[Quand ?] à Rome, en Italie, le siège mondial du PAM. Le 19 mars 2020, il a été testé positif au Covid-19.